# Roland Fraïssé
Roland Fraïssé (* 3. Dezember 1920; † 30. März 2008 in Marseille) war ein französischer mathematischer Logiker, der sich mit der Theorie der Relationen und Modelltheorie beschäftigte.
Fraïssé wurde 1950 an der Universität Paris promoviert mit einer Arbeit, in der bereits Grundlagen für die von Andrzej Ehrenfeucht später weiterentwickelte Methode der Ehrenfeucht-Fraïssé-Spiele in der Modelltheorie gelegt wurden.  Er war Professor an der Universität Lyon und ab 1991 an der Universität Marseille.
In der Modelltheorie ist der Fraissé-Grenzwert nach ihm benannt, mit dem eine  Struktur durch endlich erzeugte Teilstrukturen approximiert wird. Sie wurden von ihm 1954 eingeführt am Spezialfall der Approximation der rationalen Zahlen durch Klassen endlicher linearer Ordnungen. Der Satz von Fraïssé zur algebraischen Charakterisierung der elementaren Äquivalenz ist mit seinem Namen verbunden.

## Schriften
- Theory of relations, North Holland 1986, überarbeitete Neuauflage, Elsevier 2000 (Studies in Logic and the Foundations of Mathematics)
- Course of Mathematical Logic, 2 Bände, Dordrecht, Reidel 1973, 1974, Band 1 Relation and logical formula, Band 2 Model Theory (französisch bei Gauthiers-Villars 1967 und in Neuauflage in 3 Bänden 1971 bis 1975)
- L'algébre logique et ses rapports avec la théorie des relations, Presse de l'Université de Montréal 1972